# Margaretha van Bourgondië (1290-1315)
Margaretha van Bourgondië (?, 1290 - Château-Gaillard, 15 augustus 1315) was de eerste echtgenote van koning Lodewijk X van Frankrijk.
Haar ouders waren hertog Robert II van Bourgondië en Agnes van Frankrijk, een dochter van koning Lodewijk IX. Margaretha trouwde op 23 september 1305 met kroonprins Lodewijk, oudste zoon van koning Filips IV van Frankrijk. De prinses had de reputatie zich graag over te geven aan de aardse geneugten, in gezelschap van haar beide schoonzussen Johanna en Blanca. Dit leidde in het begin van 1314 tot een schandaal zonder weerga, het Schandaal van de Tour de Nesle. De drie prinsessen werden beschuldigd van overspel en losbandig gedrag en vielen in ongenade. Margaretha werd, in penibele omstandigheden, gevangen gehouden in het Kasteel Gaillard te Les Andelys: ze mocht haar - onverwarmde - cel nooit verlaten en evenmin bezoek ontvangen.
Toen haar echtgenoot in 1315 zijn overleden vader als koning opvolgde, besloot hij zich van haar te ontdoen, omdat zij naar zijn oordeel niet waard was koningin van Frankrijk genoemd te worden en hij zelf verlangde te hertrouwen, met Clementia van Hongarije. Margaretha overleed onder verdachte omstandigheden in haar gevangenis, op 15 augustus van hetzelfde jaar, vier dagen vóór het huwelijk. Volgens sommigen werd zij gewurgd op bevel van haar echtgenoot.
Zij had haar echtgenoot enkel een dochter geschonken: Johanna, geboren in 1312, die later zou huwen met Filips van Évreux en als Johanna II koningin van Navarra zou worden.

## Voorouders
| Voorouders van Margaretha van Bourgondië | Voorouders van Margaretha van Bourgondië                                | Voorouders van Margaretha van Bourgondië                                | Voorouders van Margaretha van Bourgondië                                  | Voorouders van Margaretha van Bourgondië                                  | Voorouders van Margaretha van Bourgondië                                         | Voorouders van Margaretha van Bourgondië                                         | Voorouders van Margaretha van Bourgondië                                             | Voorouders van Margaretha van Bourgondië                                             |
| ---------------------------------------- | ----------------------------------------------------------------------- | ----------------------------------------------------------------------- | ------------------------------------------------------------------------- | ------------------------------------------------------------------------- | -------------------------------------------------------------------------------- | -------------------------------------------------------------------------------- | ------------------------------------------------------------------------------------ | ------------------------------------------------------------------------------------ |
| Overgrootouders                          | Odo III van Bourgondië (1166-1218) ∞ 1199 Alice van Vergy (1141-1217)   | Odo III van Bourgondië (1166-1218) ∞ 1199 Alice van Vergy (1141-1217)   | Robert III van Dreux (1185-1234) ∞ 1210 Aénor van Sint Valéry (1192–1250) | Robert III van Dreux (1185-1234) ∞ 1210 Aénor van Sint Valéry (1192–1250) | Lodewijk VIII van Frankrijk (1187-1226) ∞ 1200 Blanca van Castilië (1188-1252)   | Lodewijk VIII van Frankrijk (1187-1226) ∞ 1200 Blanca van Castilië (1188-1252)   | Raymond Berengarius V van Provence (1198-1245) ∞ 1220 Beatrix van Savoye (1205-1266) | Raymond Berengarius V van Provence (1198-1245) ∞ 1220 Beatrix van Savoye (1205-1266) |
| Grootouders                              | Hugo IV van Bourgondië (1213-1272) ∞ 1229 Yolande van Dreux (1212-1248) | Hugo IV van Bourgondië (1213-1272) ∞ 1229 Yolande van Dreux (1212-1248) | Hugo IV van Bourgondië (1213-1272) ∞ 1229 Yolande van Dreux (1212-1248)   | Hugo IV van Bourgondië (1213-1272) ∞ 1229 Yolande van Dreux (1212-1248)   | Lodewijk IX van Frankrijk (1214-1270) ∞ 1234 Margaretha van Provence (1221-1295) | Lodewijk IX van Frankrijk (1214-1270) ∞ 1234 Margaretha van Provence (1221-1295) | Lodewijk IX van Frankrijk (1214-1270) ∞ 1234 Margaretha van Provence (1221-1295)     | Lodewijk IX van Frankrijk (1214-1270) ∞ 1234 Margaretha van Provence (1221-1295)     |
| Ouders                                   | Robert II van Bourgondië (1248-1306) ∞ 1279 Agnes Capet (1221-1295)     | Robert II van Bourgondië (1248-1306) ∞ 1279 Agnes Capet (1221-1295)     | Robert II van Bourgondië (1248-1306) ∞ 1279 Agnes Capet (1221-1295)       | Robert II van Bourgondië (1248-1306) ∞ 1279 Agnes Capet (1221-1295)       | Robert II van Bourgondië (1248-1306) ∞ 1279 Agnes Capet (1221-1295)              | Robert II van Bourgondië (1248-1306) ∞ 1279 Agnes Capet (1221-1295)              | Robert II van Bourgondië (1248-1306) ∞ 1279 Agnes Capet (1221-1295)                  | Robert II van Bourgondië (1248-1306) ∞ 1279 Agnes Capet (1221-1295)                  |